# مسرشمیت ام۲۲
ب‌اف‌و ام. ۲۲ (به انگلیسی: BFW M.22) یک هواگرد ساختِ کارخانهٔ مسرشمیت در کشور آلمان است. این هواگرد برای نخستین بار در ۱۹۲۸ میلادی مورد استفاده قرار گرفت.